# Cybocephalus albopilosus
Cybocephalus albopilosus is een keversoort uit de familie Cybocephalidae. De wetenschappelijke naam van de soort is voor het eerst geldig gepubliceerd in 1896 door Chobaut.